# Генуезькі арбалетники

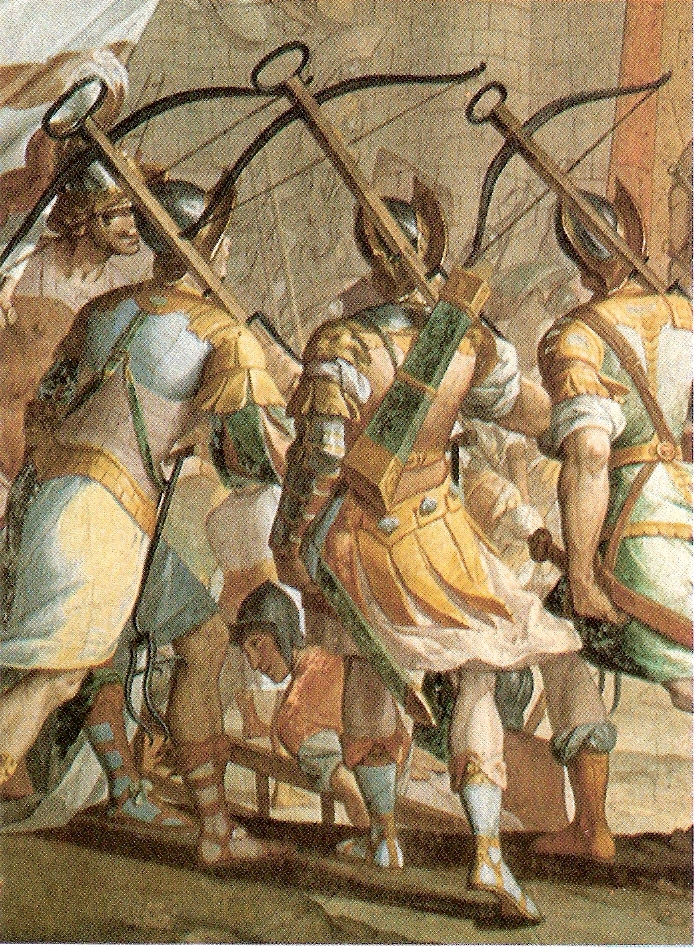
Генуезькі арбалетники під час штурму Єрусалиму

Генуезькі арбалетники (італ. Balestrieri genovesi) — середньовічні військові загони, які використовувалися Генуезькою республікою і служили як найманські війська в інших італійських країнах та по всій Європі.

## Історія
Генуезькі арбалетники воювали як на морі, так і на суші. Одними з найбільш відомих прикладів їх участі в бойових діях є взяття Єрусалиму, битва при Кресі або морські битви при Мелорії та Курцолі.
Арбалетники походили з різних куточків Лігурії, але навчалися в місті Генуя. Командири зазвичай походили із знатних родин цього міста.

## Спорядження
Спорядження, крім арбалетів генуезького виробництва, складалося з кинджала, легкого шолома, горжета, кольчужної сорочки та щита-павези, за яким арбалетник ховався під час перезарядження зброї.